# Saber Khalifa
Pour les articles homonymes, voir Khalifa.
Saber Khalifa ou Saber Khlifa (arabe : صابر خليفة), né le 14 octobre 1986 à Gabès, est un footballeur international tunisien évoluant au poste d'attaquant.

## Biographie

### En club

#### Débuts en Tunisie (2005-2010)
Saber Khalifa, originaire de Gabès, commence sa carrière dans l'un des deux grands clubs de la ville, le Stade gabésien, en tant que junior, avant de monter à la capitale, plus précisément à l'Espérance sportive de Tunis (EST), au cours de la saison 2006-2007. Saber Khalifa est donc un jeune attaquant prometteur de l'EST lorsque, en 2008, il est prêté pour deux ans au Club sportif de Hammam Lif, club de la banlieue sud de la capitale.
Le 8 avril 2010, un match oppose son club d'origine, 22 fois champion de Tunisie, à la modeste équipe de bas de classement dans laquelle il évolue désormais. Il est l'auteur à la dixième minute de la surprenante ouverture du score pour Hammam Lif — le match se terminera sur le score de trois buts partout grâce à la remontée de l'EST d'abord menée 3-0. Lors de cette rencontre, arrêtée pendant un quart d'heure à la suite d'une panne de courant, des actes de violence entre supporters ont lieu dans les gradins ; Saber Khalifa est agressé par un dirigeant espérantiste, Riadh Bennour,, et molesté par les supporters, qui considèrent son but comme un « acte de trahison ». Il est marqué à jamais par ce match, ce qui le pousse à faire des choix de carrière différents d'un attaquant tunisien lambda.
En effet, malgré une saison 2009-2010 de grande qualité (douze buts en 22 matchs), il est très réticent à rejoindre l'EST au moment de son retour de prêt et va ensuite boycotter les entraînements voire certains matchs avec le club de la capitale, ce qui n'améliore pas ses relations avec les supporters. Ce bras de fer empêche un éventuel transfert alors que quelques clubs européens (comme le Neuchâtel Xamax, le Football Club de Nantes ou le Valenciennes Football Club) s'intéressent à lui. L'EST, décimée par de nombreuses blessures, fait tout de même appel à lui. Et Saber Khalifa cède alors à ce qu'il considère comme un harcèlement de la part de son club qui l'oblige à reprendre finalement la compétition, notamment lors de la finale de la Ligue des champions de la CAF 2010 face au club congolais du Tout Puissant Mazembe (défaite 5-0 à l'aller et match nul 1-1 au retour),,.

#### Arrivée en France et détour par la Libye en guerre (2011)
De son côté, l'Évian Thonon Gaillard FC (ETG) s'intéresse de près aux championnats considérés comme moins importants (comme le championnat tunisien) pour y trouver de bons joueurs à moindre frais. C'est ainsi que, le 6 janvier 2011, Khalifa signe à Évian, club avec lequel il avait déjà des contacts en 2010 quand celui-ci évoluait en National. Cependant son arrivée en France est retardée par des problèmes de visa et il est contraint de retourner dans son pays jusqu'à la reprise en juin. Toujours indésirable à Tunis (où les dirigeants sont furieux de la signature à Évian), il est prêté au club libyen du Al Ahly Benghazi SC pour quelques mois. Au même moment, la guerre civile libyenne éclate et Khalifa ne joue que deux matchs avec son nouveau club avant d'être finalement rapatrié à Tunis deux jours avant le bombardement de Benghazi. Résigné à ne plus jouer avec l'EST, il ne joue presque plus au football durant cinq mois, s'entraînant avec ses anciens clubs (Hammam Lif et le Stade gabésien) de février à juin, avant d'arriver en Haute-Savoie dès la reprise de l'entraînement le 3 juillet,,,,.

#### Révélation à Évian-Thonon-Gaillard (2011-2013)
Le 14 août 2011, il dispute son premier match pour le club haut-savoyard et offre le but de la victoire face à l'OGC Nice. Il marque par la même occasion le premier but de l'ETG en Ligue 1.
Au total, pour 31 matchs joués, Saber Khalifa marque cette saison un total de quatre buts et délivre le même nombre de passes décisives, il participe alors assez timidement au maintien de l'équipe, acquis facilement puisque le promu termine sa première saison en Ligue 1 à la neuvième place.
Le 6 octobre 2012, il marque un triplé qui permet à son équipe de gagner 3-2 au stade de la Mosson, face à Montpellier, champion de France en titre. L'ETG avait alors joué en contre-attaque (seulement quatre tirs tentés contre quatorze subis) en 4-4-2 carré.
Le 12 mai 2013, dans un match de Ligue 1 de l'ETG contre l'OGC Nice, Khalifa délivre une passe décisive et inscrit un doublé dont le quatrième but du match (victoire 4-0 des Croix de Savoie) en lobant le gardien adverse d'un tir de 64 mètres. Ce but est qualifié de « but de l'année » par de nombreux médias, et nommé dans la catégorie du « plus beau but de l'année » des trophées UNFP du football,,,,,, qu'il remporte lors de la cérémonie des remises de récompenses du 19 mai. Sa capacité à tirer de loin (à l'époque peu exploitée en match) avait déjà été soulignée par les observateurs du club savoyard l'année précédente. Ce but reste en 2017 le plus lointain de l'histoire de la Ligue 1.
Après avoir pris ses marques lors de sa première saison dans le Chablais, tout en se remettant des événements tragiques de son début de carrière, Saber Khalifa s'impose donc, au fur et à mesure, comme une pièce importante du jeu des Croix de Savoie. Son profil de joueur, alliant vitesse et technique, contribue fortement au maintien du club pour sa deuxième saison en première division (plus compliquée que la saison précédente), notamment lors de l'inattendue fin de saison du club. En effet, en contraste avec une saison instable sportivement (dans le bas du classement), Évian TG réussit une très belle série à domicile du 26 février au 18 mai. 25 buts marqués, dont sept de Khalifa, pour six encaissés, avec notamment une écrasante victoire 5-1 sur le FC Sochaux-Montbéliard le 9 mars, avec un doublé de Khalifa. L'équipe ne s'inclinant qu'une seule fois (défaite 0-1 face au Paris Saint-Germain le 28 avril durant cette période et remporte tous leurs matchs de Coupe de France (tous disputés à domicile durant cette période prolifique), ce qui permet à l'équipe de se qualifier pour la finale de la compétition qui se déroule au Stade de France face aux Girondins de Bordeaux.
Le meilleur moment de la saison est atteint lorsque, en l'espace de trois matchs à domicile consécutifs, du 8 au 18 mai (un en Coupe de France face au FC Lorient puis deux en championnat face à l'OGC Nice et au Valenciennes FC), l'équipe marque dix buts sans en encaisser aucun, dont trois buts de Khalifa. Cette série positive contre-balance alors les mauvais résultats à l'extérieur (défaites contre l'AS Nancy et l'ES Troyes AC) et permet au club d'assurer son maintien dès l'avant-dernière journée, avant de rencontrer les Girondins pour le compte de la 38e journée, puis de disputer la finale de la Coupe de France le 31 mai contre cette même équipe,,,.

#### Olympique de Marseille (2013-2014)
Alors qu'à l'approche du mercato estival Khalifa est courtisé par plusieurs formations en France mais aussi à l'étranger, le club haut savoyard fixe son prix à six millions d'euros. Le 9 août 2013, un accord de transfert est trouvé avec l'Olympique de Marseille pour 2,5 millions d'euros auxquels il faut ajouter un prêt d'un an de Modou Sougou. Il annonce peu après son transfert sur OMTV que son vrai nom est Khalifa et non Khlifa. Une erreur de prononciation aurait conduit à ce qu'il se soit fait appeler auparavant Khlifa.
Il joue son premier match sous le maillot phocéen le 24 août suivant contre Valenciennes. Le 18 septembre, il joue son premier match de Ligue des champions contre Arsenal. Il inscrit son premier but sous les couleurs phocéennes lors de la rencontre opposant Marseille à Montpellier, comptant pour la quinzième journée du championnat de Ligue 1.

#### Retour en Tunisie (2014-2018)
Le 26 juillet 2014, il est prêté pour un an au Club africain. Il marque son premier but sous les couleurs de son nouveau club lors de la quatrième journée face à l'Association sportive de Djerba (3-1). Il marque un doublé lors de la septième journée face à l'Avenir sportif de La Marsa (3-0) Il marque lors de la victoire face à El Gawafel sportives de Gafsa (4-0). Le 11 avril 2015, il s'offre un doublé contre son ancien club du Hammam Lif (0-3) puis un troisième doublé de la saison contre le Club athlétique bizertin le 6 mai.
Le 2 juin, contre l'Espérance sportive de Zarzis, il marque le but de la victoire sur penalty et permet au club d'être champion de Tunisie et termine le championnat à la place de meilleur buteur avec 15 réalisations. L'équipe joue également la coupe de la confédération dans laquelle Khalifa joue trois matchs, marque un but et est expulsé lors du match aller du barrage contre Al Ahly SC,,. Alors qu'il est annoncé dans un premier temps que l'option d'achat est levée, Saber Khalifa est à nouveau prêté le 8 juillet 2015 avec option d'achat au Club africain pour la saison 2015-2016. La saison suivante, le club lui fait signer un contrat de deux saisons.

### Départ vers le Golfe
Après avoir joué au Club africain, il est prêté au club koweïtien du Koweït SC en juillet 2018. En janvier 2019, il s'engage avec l'Emirates Cultural Sport Club pour aider à son maintien dans le championnat émirati.

### En sélection nationale
Saber Khalifa reçoit sa première sélection en équipe de Tunisie lors d'un match face au Botswana le 17 novembre 2010 (défaite 0-1), match de qualifications pour la Coupe d'Afrique des nations 2012. Il y dispute le dernier quart d'heure de jeu en remplacement d'Ahmed Akaichi.
Il est ensuite sélectionné pour la CAN 2012 où il réalise de bonnes performances, marquant un but important lors du match contre le Ghana en quarts de finale, qui permet à la Tunisie d'égaliser et d'aller en prolongation malgré une défaite (2-1).
Il est également retenu dans la liste des 23 pour participer à la coupe du monde 2018.

## Statistiques
| Saison                | Club                                    | Championnat           | Championnat | Championnat | Coupe nationale | Coupe nationale | Coupe de la Ligue | Coupe de la Ligue | Compétition(s) continentale(s) | Compétition(s) continentale(s) | Compétition(s) continentale(s) | Tunisie | Tunisie | Total | Total |
| Saison                | Club                                    | Division              | M.          | B.          | M.              | B.              | M.                | B.                | Comp.                          | M.                             | B.                             | M.      | B.      | M.    | B.    |
| 2005-2006             | Stade gabésien                          | Ligue 2               | 29          | 15          | -               | -               | -                 | -                 | -                              | -                              | -                              | -       | -       | 29    | 15    |
| 2006-2007             | Espérance sportive de Tunis             | Ligue 1               | 9           | 0           | -               | -               | -                 | -                 | C1                             | 3                              | 0                              | -       | -       | 12    | 0     |
| 2007-2008             | Espérance sportive de Tunis             | Ligue 1               | 13          | 1           | -               | -               | -                 | -                 | C2                             | 6                              | 0                              | -       | -       | 19    | 1     |
| 2008-2009             | Club sportif de Hammam Lif (prêt)       | Ligue 1               | 21          | 8           | -               | -               | -                 | -                 | -                              | -                              | -                              | -       | -       | 21    | 8     |
| 2009-2010             | Espérance sportive de Tunis             | Ligue 1               | 3           | 0           | -               | -               | -                 | -                 | -                              | -                              | -                              | -       | -       | 3     | 0     |
| 2009-2010             | Club sportif de Hammam Lif (prêt)       | Ligue 1               | 22          | 12          | 1               | 0               | -                 | -                 | -                              | -                              | -                              | -       | -       | 23    | 12    |
| 2010-2011             | Espérance sportive de Tunis             | Ligue 1               | 10          | 1           | 1               | 0               | -                 | -                 | C1                             | 7                              | 0                              | 1       | 0       | 19    | 1     |
| Sous-total            | Sous-total                              | Sous-total            | 69          | 22          | 2               | 0               | -                 | -                 | -                              | 16                             | 0                              | 1       | 0       | 88    | 22    |
| 2010-2011             | Al Ahly Benghazi SC (prêt)              | Première division     | 2           | 0           | -               | -               | -                 | -                 | -                              | -                              | -                              | -       | -       | 2     | 0     |
| 2011-2012             | Thonon Évian Grand Genève Football Club | Ligue 1               | 31          | 4           | -               | -               | 1                 | 0                 | -                              | -                              | -                              | 11      | 4       | 43    | 8     |
| 2012-2013             | Thonon Évian Grand Genève Football Club | Ligue 1               | 25          | 13          | 3               | 2               | 1                 | 1                 | -                              | -                              | -                              | 11      | 1       | 40    | 17    |
| Sous-total            | Sous-total                              | Sous-total            | 56          | 17          | 3               | 2               | 2                 | 1                 | -                              | -                              | -                              | 22      | 5       | 83    | 25    |
| 2013-2014             | Olympique de Marseille                  | Ligue 1               | 28          | 1           | 2               | 0               | 2                 | 0                 | C1                             | 4                              | 0                              | 3       | 0       | 39    | 1     |
| 2014-2015             | Club africain (prêt)                    | Ligue 1               | 30          | 15          | -               | -               | -                 | -                 | C2                             | 1                              | 0                              | 7       | 1       | 38    | 16    |
| 2015-2016             | Club africain (prêt)                    | Ligue 1               | 14          | 4           | 3               | 1               | -                 | -                 | C1                             | 4                              | 0                              | 4       | 0       | 25    | 5     |
| 2016-2017             | Club africain                           | Ligue 1               | 18          | 5           | 7               | 3               | -                 | -                 | C1                             | 5                              | 1                              | 4       | 1       | 34    | 10    |
| 2017-2018             | Club africain                           | Ligue 1               | 21          | 9           | 3               | 3               | -                 | -                 | C1                             | 4                              | 3                              | 4       | 0       | 32    | 15    |
| Sous-total            | Sous-total                              | Sous-total            | 83          | 33          | 13              | 7               | -                 | -                 | -                              | 14                             | 4                              | 22      | 2       | 132   | 46    |
| 2018-2019             | Koweït Sporting Club                    | Premier League        | 1           | 1           | -               | -               | -                 | -                 | AFC                            | 2                              | 0                              | -       | -       | 3     | 1     |
| 2018-2019             | Emirates Cultural Sport Club            | Arab Gulf League      | 13          | 3           | -               | -               | -                 | -                 | -                              | -                              | -                              | -       | -       | 13    | 3     |
| 2019-2020             | Club africain                           | Ligue 1               | 13          | 1           | 2               | 0               | -                 | -                 | -                              | -                              | -                              | -       | -       | 15    | 1     |
| 2020-2021             | Club africain                           | Ligue 1               | 13          | 2           | 5               | 2               | -                 | -                 | -                              | -                              | -                              | -       | -       | 18    | 4     |
| 2021-2022             | Club africain                           | Ligue 1               | 9           | 0           | -               | -               | -                 | -                 | -                              | -                              | -                              | -       | -       | 9     | 0     |
| 2022-2023             | Club africain                           | Ligue 1               | 7           | 0           | 2               | 0               | -                 | -                 | -                              | -                              | -                              | -       | -       | 9     | 0     |
| Sous-total            | Sous-total                              | Sous-total            | 42          | 3           | 9               | 2               | -                 | -                 | -                              | -                              | -                              | -       | -       | 51    | 5     |
| Total sur la carrière | Total sur la carrière                   | Total sur la carrière | 344         | 93          | 29              | 11              | 4                 | 1                 | -                              | 33                             | 4                              | 45      | 7       | 455   | 116   |

## Palmarès

### En club
Avec l'Espérance sportive de Tunis, Saber Khalifa remporte la coupe de Tunisie en 2007 (2-1 contre le Club athlétique bizertin). Par la suite, il est champion de Tunisie en 2010 puis en 2011. En 2010, il est finaliste de la Ligue des champions de la CAF (défait par le club congolais Tout Puissant Mazembe 5-0, 1-1).
Lors de son passage en France, il est finaliste de la coupe de France avec l'Évian TG en 2013, défait par les Girondins de Bordeaux.
De retour en Tunisie, il est une nouvelle fois champion en 2015 avec le Club africain et remporte la coupe de Tunisie à deux reprises avec le même club, en 2017 (buteur en finale [1-0] contre l'Union sportive de Ben Guerdane) et 2018 (deux buts en finale [4-1] contre l'Étoile sportive du Sahel).
| ES Tunis (3) | Évian TG                               | Club africain (3) | Koweït SC (1)                                 |
| --- | -------------------------------------- | --- | --------------------------------------------- |
| - Championnat de Tunisie (2) : - Champion : 2010 et 2011 - Coupe du Tunisie (1) : - Vainqueur : 2007 - Ligue des champions de la CAF - Finaliste : 2010 | - Coupe de France : - Finaliste : 2013 | - Championnat de Tunisie (1) - Champion : 2015 - Vice-champion : 2018 - Coupe du Tunisie (2) : - Vainqueur : 2017 et 2018 - Finaliste : 2016 et 2021 | - Championnat du Koweït (1) - Champion : 2019 |

### Distinctions personnelles
Lors de son passage en France, il remporte le trophée UNFP du plus beau but de l'année durant la saison 2012-2013, pour son but lors du match ETG-OGC Nice à l'occasion de la 36e journée du championnat.
Au cours de la saison 2014-2015, il termine meilleur buteur du championnat de Tunisie avec quinze réalisations en trente matchs, ce qu'il réitère durant la saison 2017-2018 avec neuf buts.

## Buts en sélection
|    | Date             | Lieu                                | Adversaire | Score | Résultat | Compétition                       |
| -- | ---------------- | ----------------------------------- | ---------- | ----- | -------- | --------------------------------- |
| 1. | 8 octobre 2011   | Stade olympique de Radès, Radès     | Togo       | 2-0   | 2 - 0    | Éliminatoires CAN 2012            |
| 2. | 9 janvier 2012   | Stade de Sharjah, Charjah           | Soudan     | 1-0   | 3 - 0    | Match amical                      |
| 3. | 5 février 2012   | Stade de Franceville, Franceville   | Ghana      | 1-1   | 1 - 2    | CAN 2012                          |
| 4. | 9 juin 2012      | Stade de Várzea, Praia              | Cap-Vert   | 0-1   | 1 - 2    | Éliminatoires Coupe du monde 2014 |
| 5. | 10 janvier 2013  | Stade d'Al-Wakrah, Al Wakrah        | Gabon      | 1-0   | 1-1      | Match amical                      |
| 6. | 12 juin 2015     | Stade olympique de Radès, Radès     | Djibouti   | 5-1   | 8 - 1    | Éliminatoires CAN 2017            |
| 7. | 4 septembre 2016 | Stade Mustapha-Ben-Jannet, Monastir | Liberia    | 3-1   | 4 - 1    | Éliminatoires CAN 2017            |